# ミドルセックス郡 (コネチカット州)
ミドルセックス郡（英: Middlesex County）は、アメリカ合衆国コネチカット州の南部中央に位置する郡である。人口は16万3816人（2023年推計）。1785年5月にハートフォード郡とニューロンドン郡の一部を併せて設立された。
州内の他の7郡と同様にミドルセックス郡政府は無く、郡庁所在地も無い。州内では市や町が、消防と救急、教育、雪かきなど地方政府活動の責任がある。隣接する町が上水道、ガスなど特定の資源を共有する場合もある。ミドルセックス郡は地図上の町の集まりであり、特定の権限は無い。

## 郡政府
ミドルセックス郡内にミドルセックス司法地区がある以外、政府機能は無い。裁判所と保安官の機能を除いて、郡の機能は1960年に廃止され、さらに2000年には、郡保安官部に政治的な腐敗があったために、州司法マーシャル体系に再編成された。

## 地理
アメリカ合衆国国勢調査局に拠れば、郡域全面積は439.07平方マイル (1,137.2 km2)であり、このうち陸地369.26平方マイル (956.4 km2)、水域は69.81平方マイル (180.8 km2)で水域率は15.90%である。
コネチカット川や大西洋岸に沿った地域はほとんど平坦であり、それらから離れると穏やかにうねる丘陵部に代わる。郡内最高地点はメショマシック州立公園にある三角点近くであり、標高は 916 フィート (279 m) である。最低地点は海面である。
郡内にはワズワース滝がある。

### 隣接する郡
- ハートフォード郡 - 北
- ニューロンドン郡 - 東
- ニューヘイブン郡 - 西

### 国立保護地域
- シルビオ・O・コント国立野生生物保護区（部分）
- スチュワート・B・マッキニー国立野生生物保護区（部分）

## 人口動態
以下は2000年の国勢調査による人口統計データである。
| 基礎データ - 人口: 155,071 人 - 世帯数: 61,341 世帯 - 家族数: 40,607 家族 - 人口密度: 162人/km2（420人/mi2） - 住居数: 67,285 軒 - 住居密度: 70軒/km2（182軒/mi2） 人種別人口構成（2008年時点） - 白人: 89.22% - アフリカン・アメリカン: 4.64% - ネイティブ・アメリカン: 0.17% - アジア人: 2.56% - 太平洋諸島系: 0.04% - その他の人種: 1.30% - 混血: 2.06% - ヒスパニック・ラテン系: 4.73% 先祖による構成 - イタリア系：20.4% - アイルランド系：14.3% - イギリス系：11.1% - ポーランド系：8.9% - ドイツ系：8.2% 言語による構成 - 英語：91.1% - スペイン語：2.6% - イタリア語：1.9% - フランス語：1.2% - ポーランド語：1.0% 年齢別人口構成 - 18歳未満: 23.2% - 18-24歳: 7.3% - 25-44歳: 31.1% - 45-64歳: 24.8% - 65歳以上: 13.6% - 年齢の中央値: 39歳 - 性比（女性100人あたり男性の人口） - 総人口: 95.1 - 18歳以上: 92.1 | 世帯と家族（対世帯数） - 18歳未満の子供がいる: 30.3% - 結婚・同居している夫婦: 54.4% - 未婚・離婚・死別女性が世帯主: 8.8% - 非家族世帯: 33.8% - 単身世帯: 27.2% - 65歳以上の老人1人暮らし: 10.0% - 平均構成人数 - 世帯: 2.43人 - 家族: 2.98人 収入と家計 - 収入の中央値 - 世帯: 59,175米ドル - 家族: 71,319米ドル - 性別 - 男性: 48,341米ドル - 女性: 35,607米ドル - 人口1人あたり収入: 28,251米ドル - 貧困線以下 - 対人口: 4.6% - 対家族数: 2.3% - 18歳未満: 4.0% - 65歳以上: 5.9% |

## 都市と町
村は町の中に挙げているが、町とは別の法人化された存在ではない。
| - ミドルタウン市、元郡庁所在地 - チェスター町 - クリントン町 - クロムウェル町 - ディープリバー町（1947年まではセイブルック） - ウィンスロップ村 - ダーラム町 - イーストハダム町 - ムーダス村 - イーストハンプトン町 - レイクポコトポーグ村 - エセックス町 - エセックス村 - センターブルック村 - アイボリートン村 | - ハダム町 - ヒガナム村 - キリングワース町 - ミドルフィールド町 - ロックフォール村 - オールドセイブルック町 - フェンウィック・ボロ - オールドセイブルックセンター村 - セイブルックマナー村 - ポートランド町 - ウェストブルック町 |